# Дельфинов, Александр
Алекса́ндр Алекса́ндрович Смирно́в-Гри́нберг (Дельфинов) — поэт-перформер, общественный активист, журналист, специализирующийся на теме наркополитики.

## Биография
Родился в 1971 году в Москве. Учился на историко-филологическом факультете РГГУ, а также в университетах Бохума, Вены, Берлина. Поэт, музыкант, журналист. Печатался в журналах «НЛО», «Новая Юность», «Дети Ра», «Берлин.Берега», Знамя, в последнем в 2019 году вышла ещё одна публикация — Наволочка с русскими стихами.
С 1996 года сотрудничал с различными СМИ, среди прочего «Птюч», Playboy, «Коммерсантъ-Власть», «Эксперт», Deutsche Welle, BBC, L’Officiel Voyage.
В 1999 году участвовал в создании арт-группы ПГ и одноименного журнала, а также в работе клуба «ПушкинГ».
В 2000 году вышел первый сборник стихов «Веселые нечеловечки». В 2002 году была издана «Анестезия 2084», а в 2013 «Воробьиный атом».
Живёт в Германии с 2001 года, проживает в Берлине и Кёльне.
В 2007 году победил в международном поэтри-слэме нем. Die Internationale SLAM!Revue (в рамках Берлинского литературного фестиваля). В 2011—2013 годах участвовал в арт-активистском фестивале «МедиаУдар». Александр Дельфинов был соорганизатором и модератором поэтических мероприятий, являвшихся частью берлинского проекта «HochKult(!)Ura».
В 2009 году Александр стал соучредителем некоммерческого культурного объединения нем. P.A.N.D.A. Nicht nur russisches Theater.
В 2017 году в Берлине вышла книга под названием #TriggerWarningPoetry.
В 2018 году принял участие в видео-проекте «Общество живых поэтов» берлинского телеканала OstWest с роликами «Грибы научились говорить» и «Берлин».
Также участвовал в серии берлинских литературных чтений Die WOSTOK-Reihe (2018) совместно с Галой Узрютовой.
В 2019 году стал победителем суперфинала Московского поэтри-слэма.
В 2010—2014 годах сотрудничал с московским Фондом содействия защите здоровья и социальной справедливости имени Андрея Рылькова.
В 2011 году был соорганизатором проекта «Наркофобия», целью которого было привлечение внимания к проблеме подброса наркотиков и компрометации гражданских активистов, продвижению гуманной наркополитики и просвещению в этой сфере.
В Германии в качестве эксперта по международной наркополитике сотрудничал с различными негосударственными организациями, занимающимися профилактикой ВИЧ, о чём вышли публикации на немецком языке в 2018 и 2019 годах.
23 мая 2025 года Минюст РФ внёс Александра Дельфинова в реестр «иностранных агентов.

### Семья
Прадед — Арсений Альвинг / Смирнов, (1885—1942), русский поэт, прозаик, переводчик, издатель.

Прабабушка — Надежда Всеволодовна Дмитриевская (Базилевская, Смирнова, 1892—1951), детская писательница, актриса Московского художественного театра, актриса немого кино.
Дед — Савелий Гринберг (1914—2003), советский, затем израильский поэт и переводчик, мастер палиндрома.

В 2003 году родилась дочь, которую назвали Алиса.

## Отзывы и критика
Писатель Борис Шапиро так отозвался о деятельности Александра Дельфинова:

Его интегративные поэтри-слэмы собирают беспризорную, неустроенную, зависимую от алкоголя и наркотиков молодёжь, создают атмосферу доверия и заинтересованности. Они помогают участникам обрести и укрепить чувство собственного достоинства, практически связать уважение к слову с собственной жизнью.— Борис Шапиро. Экспресс Берлин — Быково. Воздух. Журнал поэзии. Дата обращения: 5 декабря 2017. Архивировано 1 мая 2017 года.

## Публикации
- Александр Дельфинов. Весёлые нечеловечки. — 2000. — 64 с.
- Александр Дельфинов. Анестезия-2084. — М.,: Мама Пресс, 2003. — 240 с. — (Птюч-серия). — ISBN 5902382017, 9785902382010.
- Александр Дельфинов. Шкаф. — 2005.
- Александр Дельфинов. Воробьиный атом: стихи. — Severin-Press, 2014. — 244 с. — ISBN 978-5-9905013-1-7.
- Александр Дельфинов. TriggerWarningPoetry (Не/Свободные стихи). — Берлин: PANDA–Theater, 2017.
- Александр Дельфинов, Вадим Ходаков. Паника. — Берлин: «8»/PANDA kulturplattform, 2019. — ISBN 978-3-94498599-2.
- Александр Дельфинов. Радуйся! (сборник стихов). — М.,: Вездец, 2020. — 272 с. — ISBN 978-5-6042629-8-6.
- Александр Дельфинов. Отравленный рай (стихи). — М. ; СПб.,: "Т8: Издательские технологии" / "Пальмира", 2020. — 201 с. — (пальмира / поэзия). — ISBN 978-5-517-02081-9.
- Александр Дельфинов. Сокровенная Чура (роман). — М. ; СПб.,: "Т8: Издательские технологии" / "Пальмира", 2021. — 223 с. — (пальмира / проза). — ISBN 978-5-517-02860-0.